# Les Boucles du Sud Ardèche 2008
Les Boucles du Sud Ardèche 2008, ottava edizione della corsa e valida come evento dell'UCI Europe Tour 2008 categoria 1.2, si svolse il 23 febbraio 2008 su un percorso di 157 km. Fu vinta dal lettone Gatis Smukulis che giunse al traguardo con il tempo di 4h01'54" alla media di 38,991 km/h.

## Ordine d'arrivo (Top 10)
| Pos. | Corridore            | Squadra      | Tempo    |
| ---- | -------------------- | ------------ | -------- |
| 1    | Gatis Smukulis       | VC La Pomme  | 4h01'54" |
| 2    | Anthony Ravard       | Agritubel    | a 45"    |
| 3    | Jonas Aaen Jørgensen | GLS-Pakke S. | s.t.     |
| 4    | Pawel Wachnik        | CR4C Roanne  | s.t.     |
| 5    | Kevyn Ista           | Agritubel    | s.t.     |
| 6    | Alexander Mironov    | Rietumu Bank | s.t.     |
| 7    | Nicolas Inaudi       | Differdange  | s.t.     |
| 8    | Jakob Fuglsang       | Designa Køk. | s.t.     |
| 9    | Juan Pablo Dotti     | Cinelli-OPD  | s.t.     |
| 10   | Benoit Luminet       | CR4C Roanne  | s.t.     |